# Hildbrandsgrün
Hildbrandsgrün ist ein Gemeindeteil der Stadt Münchberg im Landkreis Hof (Oberfranken, Bayern). Hildbrandsgrün liegt in der Gemarkung Poppenreuth.

## Geografie
Das Dorf ist allseits von Acker- und Grünland umgeben und liegt  am Enziusbach, einem rechten Zufluss der Selbitz. Die Bahnstrecke Münchberg–Helmbrechts tangiert den Ort nordöstlich; es gibt dort einen Haltepunkt. Die Kreisstraße HO 24 führt nach Ottengrün (1,4 km nordwestlich) bzw. zur Bundesstraße 289 bei Poppenreuth (1,5 km südöstlich). Eine Gemeindeverbindungsstraße führt nach Maxreuth (1,5 km südwestlich). Wirtschaftswege führen nach Neuhaus (0,6 km westlich), nach Schneidersgrün (1 km südlich) und nach Ruppes (0,6 km nordöstlich).

## Geschichte
Hildbrandsgrün wurde in der letzten Phase des fränkischen Landesausbaus im 12. Jahrhundert angelegt. Gründer des Ortes ist vermutlich Hildebrand de Munhiberc, der um 1224 als walpotischer Eigenritter auf dem Turmhügel an der Pulschnitz saß. Im Jahr 1361 wurde der Ort als „Hiltprantsgrün“ erstmals urkundlich erwähnt. 1373 erwarb der Nürnberger Burggraf Friedrich V. von Brüdern Friedrich, Erhard und Babo von Sparneck u. a. Güter in „Hilt-brandesgrün“.
Gegen Ende des 18. Jahrhunderts bestand Hildbrandsgrün aus 18 Anwesen. Die Hochgerichtsbarkeit sowie die Dorf- und Gemeindeherrschaft stand dem bayreuthischen Stadtrichteramt Münchberg zu. Grundherren waren
- das Kastenamt Münchberg: 1 Hof, 1 Dreiviertelhof, 3 Halbhöfe, 2 Viertelhöfe, 1 Söldengütlein, 5 Tropfhäuser;
- das Klosteramt Kulmbach: 1 Halbhof;
- die Hofkanzlei Bayreuth: 4 Viertelhöfe.[8]

Von 1797 bis 1810 unterstand Hildbrandsgrün dem Justiz- und Kammeramt Münchberg. Infolge des Ersten Gemeindeedikts wurde Hildbrandsgrün dem 1812 gebildeten Steuerdistrikt Wüstenselbitz und der zugleich entstandenen Ruralgemeinde Wüstenselbitz zugewiesen. 1848 kam Hildbrandsgrün an die neu gebildete Ruralgemeinde Poppenreuth. Im Zuge der Gebietsreform in Bayern wurde Hildbrandsgrün am 1. Juli 1972 nach Münchberg eingemeindet.

### Baudenkmäler
- Haus Nr. 1: Wohnstallhaus[11]
- Haus Nr. 7: Wohnhaus[11]
- Haus Nr. 15: Wohnstallhaus[11]

ehemaliges Baudenkmal
- Haus Nr. 9: Kleinhaus mit Frackdach, 18. Jahrhundert, Erdgeschoss massiv, Obergeschoss verschalt.[12]

### Einwohnerentwicklung
| Jahr      | 1799   | 1812  | 1819   | 1861   | 1871   | 1885   | 1900   | 1925   | 1950   | 1961   | 1970   | 1987  |
| Einwohner | 79     | 164   | 149    | 289    | 181    | 170    | 181    | 155    | 168    | 108    | 97     | 66    |
| Häuser    | 15     | 20    |        |        |        | 22     | 23     | 23     | 24     | 24     |        | 27    |
| Quelle    | [ 14 ] | [ 9 ] | [ 15 ] | [ 16 ] | [ 17 ] | [ 18 ] | [ 19 ] | [ 20 ] | [ 21 ] | [ 22 ] | [ 23 ] | [ 1 ] |

## Religion
Hildbrandsgrün ist bis heute nach St. Peter und Paul (Münchberg) gepfarrt und seit der Reformation evangelisch-lutherisch geprägt.